# Collix rufipalpis
Collix rufipalpis är en fjärilsart som beskrevs av George Francis Hampson 1907. Collix rufipalpis ingår i släktet Collix och familjen mätare. Inga underarter finns listade i Catalogue of Life.